# Štír zlatý
Štír zlatý (Centruroides exilicauda) je zástupce štírů rozšířený v Mexiku a v USA ve státech Arizona, Kalifornie, Nevada, Nové Mexiko a Utah. Obývá rozličná místa v horkých aridních oblastech. Patří mezi nebezpečné štíry. Bodnutí je velice bolestivé a pro malé děti a slabé osoby může být smrtelné. V západní Evropě a USA se někdy nesprávně označuje jako Centruroides sculpturatus. Toto jméno však patří jinému druhu.